# 三韩征伐
據說神功皇后在仲哀天皇死後出兵新羅，征服了朝鮮半島的大片地區（三韓）。這段歷史在《古事記》和《日本書紀》中都有記載，但也有一些文章似乎與韓國和中國的歷史書籍和墓誌銘有關。
《日本書紀》中記載，新羅投降後，三韓剩下的兩個國家（百濟、高句麗）相繼歸於大和王權統治。因為這只是一場對新羅的戰爭，所以有時也被稱為新羅征伐。 《古事記》中提到了新羅和百濟的亡國，但沒有記載高句麗的反應，也沒有出現“三韓”二字。 在吉川弘文館的《國史大辭典》中，它被列為“新羅征討説話”名稱下的項目。 然而，這三韓指的是馬韓（後被百濟控制）、弁韓（後續發展為任那和伽倻）和辰韓（其中之斯盧部落後發展為新羅政權），因此有人認為大和王權只控制了朝鮮半島南部，而不包括高句麗。

## 概略
以下內容概略節錄自《日本書紀》之相關內容。
199年，仲哀天皇和神功皇后前往位在儺縣的橿日宮，同時進行討伐熊襲之行動。在那裡，神功皇后透過附身「接收」到來自神靈的告知。神諭顯示他們應去攻擊擁有寶藏的新羅，而不是熊襲。然而，仲哀天皇爬上高山並望向大海，表示看不到如此國家，並不願信從神諭。而後，仲哀天皇討伐熊襲但敗退；《天書》記載他被熊襲方面射出的箭擊中。200年，仲哀天皇逝世於橿日宮。神功皇后隨後表示這是因為沒有聽從神諭所致。
仲哀天皇過世不久後，神功皇后開始掌管朝政（201年至269年）。200年，神功皇后成為齋王及神道神職人員，隨後控制住熊襲。數月後，皇后供奉大神並聚集軍隊。之後，住吉大神的神諭再次發出征服新羅之內容，於是自對馬島之和珥津起航。皇后在懷孕的情況下，率軍前往朝鮮半島攻擊新羅。新羅不戰而降，並承諾進貢，高句麗、百濟也跟隨承諾進貢。